# Religion en Slovaquie
L'article religion en Slovaquie cherche à présenter les pratiques religieuses, passées et présentes, actualisées (2020) des 5 500 000 habitants (hors diasporas) de la récente République de Slovaquie.

## Histoire des religions sur le territoire slovaque

### Proto-histoire et romanisation
La Slovaquie n'existe pas avant la slavisation : culture rubanée, culture de Kyjatice (âge du bronze), culture de Hallstatt (1er âge du fer), culture celtique de La Tène (2nd âge du fer). 
Vers -400, les Celtes Boïens ont un oppidum dans ce qui va devenir Bratislava, avec citadelle, frappe de monnaie.
Puis arrivent des peuples germaniques.
Deux peuples, germaniques ou germano-celtiques, les Marcomans et les Quades, aux marges de l'Empire romain, résistent à son expansion : guerres marcomanes (167-188), limes romain sur le Danube, limes du Danube (en), limes de Pannonie (en), provinces romaines de Pannonie , de Norique.
De cette époque date une fréquentation de quatre siècles de la civilisation romaine, dont la religion romaine antique, la viticulture, et sans doute l'arrivée des premiers Juifs, dans ou autour de l'armée et de l'administration romaines, et une première christianisation en milieu cosmopolite urbain.
Les limes danubiens (en), limes de Pannonie (en) et limes de Mésie (en) précisent les zones d'influence.
La liste des noms latins des villes de Slovaquie vaut surtout pour les toponymes dans les textes du Moyen-Âge.
La liste du patrimoine mondial en Slovaquie donne quelques détails, tout comme la chronologie de Bratislava
- Sites archéologiques en Slovaquie (en), Château de Devín, Levoča,
- Sites romains en Slovaquie (en), Pisonium (?), Carnuntum,  Gerulata (en), Celemantia (en)
- Trésor d'Osztrópataka (270-290, d'influence vandale)

### Slavisation (Ve–VIIIesiècles)
Mais, dès 380, l'Empire romain d'Occident ne maîtrise presque plus rien dans la région.
Les mouvements migratoires des populations germaniques, hunniques et autres (IVe – VIe siècles) provoquent la fin de l'antiquité tardive.
La circulation et le mélange des peuples à cette époque reste difficile à établir.
Dans la région d'Europe centrale (Sud de la Pologne, Silésie, Tchéquie, Moravie, Bohême, Slovaquie) s'installent des Slaves occidentaux, qui se distinguent des autres peuples slaves par leurs langues slaves, toutes issues d'un même proto-slave.
Samo de Bohême (600-658), marchand goth, dirige un légendaire Royaume de Samo (623-658), peuplé de tribus slaves principalement, de la Carinthie à la Slovaquie. Le khaganat avar (560-805) est alors le voisin le plus agressif mais aussi le plus cultivé, ainsi qu'en atteste l'horizon Blatnica-Mikulčice (en), site archéologique binational (tchèque et slovaque) des Avars de Pannonie ou khanat (pseudo-)avar des VIIe – IXe siècles.
De cette époque date, pour la Slovaquie comme pour la Tchéquie, une mythologie slave (liste des divinités slaves), que certain reconstructionnisme néopaïen cherche à revitaliser.

### IXe–XIIIesiècles
De la Grande-Moravie (833-907), dont le territoire slovaque constitue le cœur, on peut ici retenir qu'elle marque le début de l'écriture, donc de l'histoire, de la littérature et de la culture slovaques :
- 863 : première école slave (l'Académie grand-morave probablement à Devin)
- 828 : première église chez les Slaves (à Nitra)
- premiers écrits slaves
- première traduction en slavon de la Bible
- premier code de lois slave
- premier archevêché slave, etc.

En 828, la première église chrétienne est construite à Nitra. Pribina, souverain de la principauté de Nitra (entité indépendante de l'Empire carolingien (800-924), est souvent considéré comme le premier souverain slovaque, et cette conversion sous son règne marque le début des relations slaves avec leurs voisins en tant qu'État souverain. 
En 846, Louis le Germanique met Rastislav sur le trône à la place de son oncle. 
Afin de se libérer de l'influence franque (Francie orientale), en 861 ou 862, Rastislav écrit au pape Nicolas Ier pour lui demander de créer une province ecclésiastique indépendante des diocèses germaniques qui luttent pour contrôler la région, et d'envoyer des enseignants religieux parlant le slavon. 
Faute de réponse, Rastislav se tourne en 862 vers Byzance et Michel III en demandant également un évêque. En 863, Constantin (Cyrille) et Méthode, deux frères connaissant le dialecte slave parlé à Thessalonique dont ils sont originaires arrivent en Grande-Moravie avec quelques disciples. 
Bořivoj Ier de Bohême devient le premier souverain chrétien de Bohême, baptisé par Méthode, alors évêque de Sirmium.
Le Duché de Bohême (872-1198), fait partie du Saint-Empire romain germanique (962-1806), ainsi que plus tard le Margraviat de Moravie (1182-1918).
Dans l'histoire du christianisme dans les pays tchèques (en), après une phase de christianisation (906-976), la phase d'organisation et de structuration (976-1200) signifie aussi édification d'églises, de monastères.
Les Slovaques choisissent, lors de la séparation des Églises d'Orient et d'Occident (1054), l'obédience de l'Église catholique romaine, la double croix byzantine apportée par Cyrille et Méthode est restée jusqu'à nos jours le symbole de la Slovaquie. Vieux-slave.
Vers 1000, l’empire hongrois, qui se veut partie de l'Occident chrétien, s’étend sur les territoires de la Hongrie, de la Slovaquie, de la Croatie, de la Slovénie et d'une partie de la Roumanie et de l’Ukraine. En 1029, saint Étienne tire avantage de l'affaiblissement de l'influence des Polonais et reprend le contrôle de la Slovaquie.
Dans le sillage des Croisades, et lors des conciles, il est probable que circule également le paulicianisme du bogomilisme (Xe – XVe siècles) et de l'Église évangélique vaudoise (XIIe siècle).
La Slovaquie est sur le passage de l'invasion mongole de l'Europe de 1241 menée par Subötaï (après l'Invasion mongole de l'empire Khorezmien de 1218-1221).
Les Mongols ne réussissent pas à prendre ni le château fortifié ni la ville de Bratislava, mais dévastent les habitations qui sont autour ; après 1242, des colons allemands viennent s'installer dans la ville et leur nombre augmente de telle façon que jusqu'à la fin du XXe siècle ils sont l'ethnie la plus nombreuse de la ville ; le château est modifié après ces attaques.

### XIVe–XVIIIesiècles
La Couronne de Bohême (1348-1918) devient une partie de la Monarchie de Habsbourg (1526-1804).
La deuxième pandémie de peste frappe l'Europe à partir de 1347 (peste noire), et demeure active jusque vers 1800. Elle atteint la région à plusieurs reprises dont en 1424.
L'autre événement, contemporain et également jugé « diabolique », est la Réforme de Bohême (en) (ou Réforme tchèque ou Réforme hussite). 
Jan Hus (1372-1415), et d'autres religieux et théologiens (Jan Želivský (1380-1422)), en plein Grand Schisme d'Occident (1378-1417), dénoncent certaines dérives de l'Église catholique romaine, trop temporelle et pas assez spirituelle, à Rome autant que localement.
L'Église hussite se veut un retour à l'Église apostolique (au sens de l'église des apôtres), spirituelle et pauvre.
L'excommunication de Jean Hus en 1411, puis un nouveau scandale de commerce des indulgences de Jean XXIII (antipape) en 1411-1412 pour financer une guerre, sont des motifs suffisants de troubles ou d'émeutes dont Jan Hus est présenté comme responsable. Il est condamné comme hérétique, et brûlé vif.
Une partie de la noblesse proteste, dans ce qui s'avère aussi un conflit entre féodalisme et absolutisme.
La défenestration de Prague (1419), alors capitale du Saint-Empire romain germanique, est le premier épisode d'une insurrection de dix-huit ans et  de cinq croisades envoyées par le pape Martin V et l'empereur Sigismond, auxquelles les Tchèques résistent.
Les croisades contre les hussites (1420-1434), menées côté hussite par des chefs élus, Jan Žižka (1370-1424) et Procope le Grand (1380-1434) : bataille du mont Tábor (cs) (Bohême du Sud) et la victoire de Kutná Hora (cs) (1422), dévastation de la Bohême, de la moitié de l’Allemagne et de la Hongrie par des fanatiques qui sèment la terreur, antagonisme croissant entre Tchèques et Allemands, ces derniers rangés dans le camp catholique. Les Slovaques n'ont pas la réaction des Tchèques : ni les paysans ni le petit clergé ne deviennent hussites.
Le concile de Constance (1414-1418) donne lieu entre autres au procès et à la condamnation pour hérésie des réformateurs John Wyclif, Jan Hus et Jérôme de Prague (et les deux derniers sont suppliciés sur le bûcher à onze mois d'intervalle).
Le Concile de Bâle-Ferrare-Florence-Rome (1431-1441) adopte le conciliarisme (même avec supériorité papale, et condamné en 1870 et 1964) et signe des accords (compacta) avec les hussites modérés (mais qui ne sont pas ratifiés par le pape).
Une des conséquences de la guerre civile est l'émigration d'une partie des Roms de Bohême, avec un sauf-conduit, acte signé le 17 avril 1423 au château de Spis par Sigismond. C’est avec ce document que les Roms parcourent le Saint-Empire et arrivent en France où ils sont (mal) accueillis sous le nom de « Bohémiens », du nom de leur pays d'origine.
La réforme protestante semble ne pas trop concerner les terres slovaques, sauf à vivre sa foi dans la clandestinité et à accueillir une petite partie des protestants tchèques préférant l'exil à la soumission, et autres dont l'anabaptiste huttériste Peter Riedemann (1506-1566). Par contre, la réforme catholique et/ou la contre-réforme intervient, qui consiste à lutter contre les tenants de la réforme protestante et à promouvoir bâtiments, rites, cérémonies, langue allemande, et arts du catholicisme (habsbourgeois), dans un contexte intérieur et international assez difficile.
La Slovaquie échappe à l'occupation ottomane, mais pas aux mouvements de troupes mercenaires des guerres austro-turques, dont la Longue Guerre (1591-1606), une partie de la Guerre de Trente Ans.
À la suite de la prise de Buda en 1541 par les Ottomans, et l'occupation de la Hongrie (sauf la Haute-Hongrie et ses riches mines d'argent), la Cathédrale Saint-Martin de Pozsony/Pressburg/Prešporok (Bratislava) devient la cathédrale de couronnement de royaume de Hongrie royale (1718-1867), pour dix-neuf monarques,.
En 1635, l'archevêque Péter Pázmány fonde l'université de Nagyszombat / Trnava (la Rome de Slovaquie).
En 1781 est signé l'Édit de tolérance par l'empereur Joseph II, qui garantit la liberté de religion à tous les sujets catholiques et protestants de l'empire des Habsbourg, et leur égalité d'accès à la vie publique (emplois publics, université, corps de métier…).

### XIXesiècle
Le traité de Presbourg, le 26 décembre 1805 entre la France et l'Autriche, à la suite des défaites autrichiennes à Ulm (16 octobre-19 octobre) et Austerlitz le 2 décembre, est signé au palais primatial à Presbourg (en slovaque Prešporok, aujourd'hui Bratislava) par Napoléon Ier et l'empereur François Ier d'Autriche.
Ensuite, la Slovaquie appartient à la Confédération germanique (1815-1848 et 1850-1866).
La Révolution de Mars 1848, ou Printemps des peuples, est une parenthèse pour l'empire d'Autriche (1804-1867), l'Autriche-Hongrie (1867-1918) (Empire austro-hongrois) et les royaumes et pays représentés à la Diète d'Empire (1867-1918) (Cisleithanie).
Le soulèvement slovaque de 1848-1849 (en) est une part du mouvement national slovaque, inspiré par Anton Bernolák (1762-1813), Ján Kollár (1793-1852), Ján Chalupka (de) (1791-1871), Michal Miloslav Hodža (de) (1811-1870), Jozef Miloslav Hurban (1817-1886).

### XXesiècle
L'histoire de la religion en Slovaquie ou en Tchéquie au XXe siècle est aussi complexe que celle des deux pays.
Il suffit de rappeler l'antisémitisme, la Shoah en Slovaquie (1938-1944), l'expulsion des Allemands d'Europe de l'Est (1944-1948), puis les persécutions anti-chrétiennes dans le bloc de l'Est (1917-1990) (en).

### XXIesiècle
Le XXIe siècle, après la fièvre de l'indépendance, voit la baisse de fréquentation des églises et la montée de mouvements néo-païens.
- Édifices religieux en Slovaquie

### Christianisme
Globalement, en territoire slovaque, pendant 800 ans, jusqu'en 1781, le catholicisme romain est la seule religion, autorisée, protégée, soutenue par l'État.

#### Catholicisme
L'Église grecque-catholique slovaque est une institution récente. En 1787, un vicariat de rite byzantin-slave est établi à Košice, qui est transféré à Prešov en 1792. À l'instigation de l'empereur autrichien François Ier, le vicariat est élevé à une éparchie indépendante en 1816, et cela est officiellement confirmé le 22 septembre 1818 par le Saint-Siège, que l'on peut appeler «l'année de naissance» de cette église.
L'Église vieille-catholique de Slovaquie (de) est une Église vieille-catholique, de la Déclaration d'Utrecht, qui s'est séparée du catholicisme romain, en grande partie par refus du dogme de l’infaillibilité et de l’épiscopat universel ou omnipotence ecclésiastique du pape, tel que défini au premier concile œcuménique du Vatican (1870).
- Catholicisme oriental en Slovaquie (en)
- Impensiore Caritate (en), lettre apostolique du pape Pie XII (1951) de soutien aux prêtres et évêques persécutés par le régime communiste
- Éducation confessionnelle en Slovaquie (en)

#### Orthodoxie
L'orthodoxie, amenée par Cyrille et Méthode est sérieusement réprimée dès l'adoption du catholicisme romain.
L'Église orthodoxe des Terres tchèques et de Slovaquie, héritière de cette tradition, concerne principalement la population d'origine ruthène, réputée ukrainienne, se référant à l'Éparchie de Buda, au Patriarcat serbe de Peć puis à la Métropole serbe de Karlovci, et ne retrouvant d'existence légale qu'en 1918.
- Orthodoxie orientale en Slovaquie (en)

#### Protestantisme
L'actuelle Église évangélique de la confession d'Augsbourg en Slovaquie s'inscrit dans les traces de l'ancienne « Église évangélique de la confession d'Augsbourg » (Evanjelicka Cirkev Augsburskeho Vyznania) des années 1520, établie au synode de Sillein (de) (Žilina, 1610), principalement dans les villes germanophones et minières, d'installation allemande (Drang nach Osten).
Le contexte est la guerre d'indépendance hongroise (1604-1606) d'Étienne II Bocskai, noble hongrois protestant, prince de Transylvanie de 1605 à 1606, aboutit au traité de Vienne (1606) qui donne quelque espoir aux autres protestants de l'empire des Habsbourg.
La Contre-Réforme culmine dans la « décennie de deuil » (1671-1681). 
L'exemple des martyrs d'Eperjes (de) (Prešov, 1687) (ou Cour exécutive de Prešov (en), alors hors-Slovaquie) montre l'actualité de la question.
Et le luthéranisme continue dans la clandestinité relative jusqu'en 1781. L'action du mouvement national slovaque en permet l'autorisation en 1848, et la réorganisation.
Après 1918, et après 1990, les églises se réorganisent et des missions protestantes étrangères s'activent.
- Église hussite tchécoslovaque
- Kresťanské spoločenstvá Slovenska (sk) (1989), charismatique
- Pentecôtisme

### Autres religions

#### Judaïsme
L'Histoire des Juifs en Slovaquie est assez différente pour les Juifs du Oberland (en), du Burgenland (et d'un peu de Slovaquie) et les Juifs des Basses-Terres (en), en Slovaquie, Transylvanie, et Oblast de Transcarpatie (pays ruthène, en actuelle Ukraine).
- Yekke (en)
- Liste de synagogues en Slovaquie (en)
- Shoah en Slovaquie
- Déportation des Juifs de Slovaquie en 1938
- Violences contre les Juifs en Europe centrale et orientale (1944-1946)
- Violences antisémites d'après-guerre en Slovaquie
- Musée de la culture juive de Bratislava

#### Islam
Pour l'essentiel, l'Islam en Slovaquie (en) (5 000 musulmans en 2010) concerne la partie de la Slovaquie occupée par l'Empire ottoman, entre 1526 et 1699, dans les régions de Nitra et Štúrovo.

#### Autres confessions
- Bouddhisme en Slovaquie (en)
- Hindouisme en Slovaquie (en)
- Bahaïsme en Slovaquie (en)

#### Nouveaux mouvements religieux
- Rodnovérie, néopaganisme slave, protochronisme, reconstructionnisme
  - "Holy Grove of the Native Faith" (Svätoháj Rodnej Viery).[8]
  - Morana (Marzana)

## Galerie

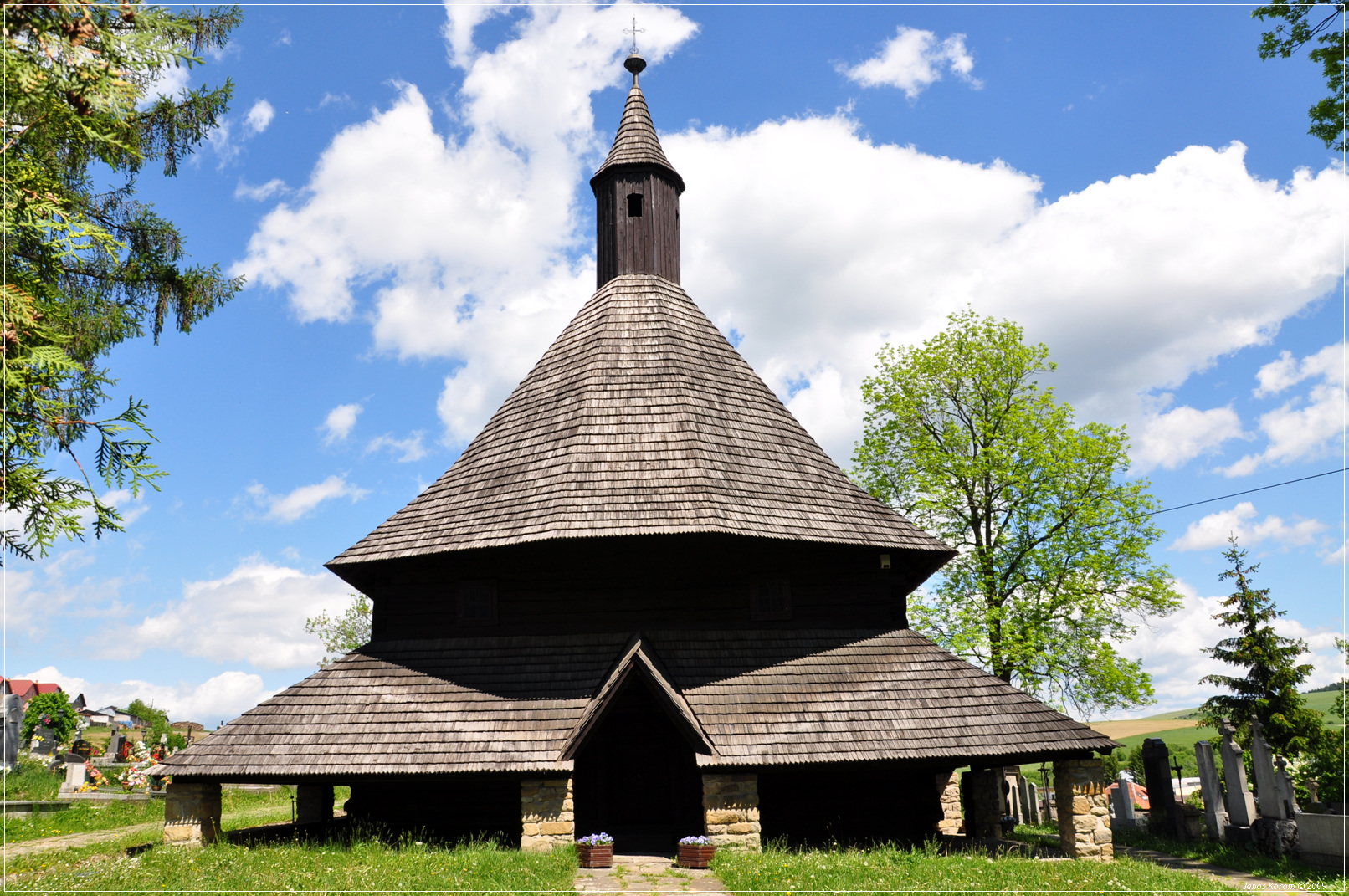
Église de Tous-les-Saints de Tvrdošín
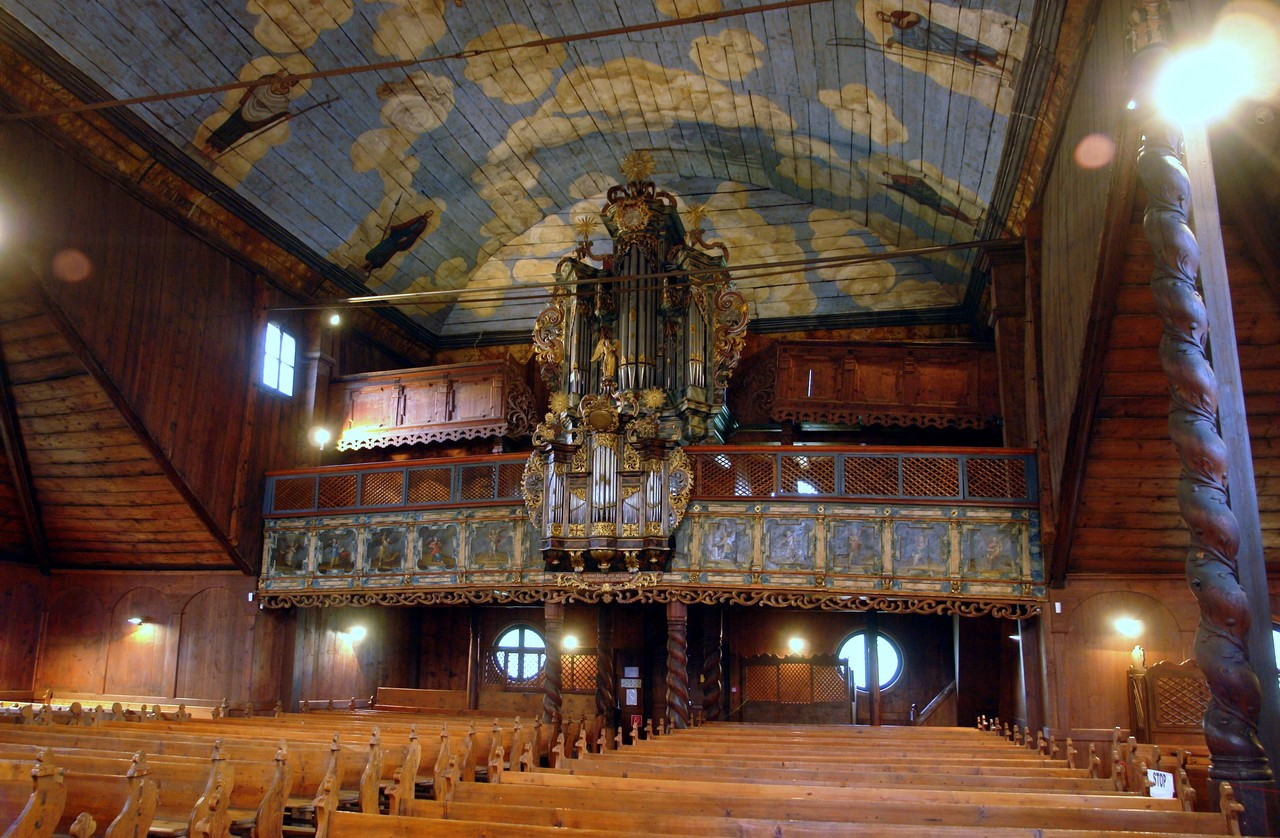
Église articulaire en bois de Kežmarok
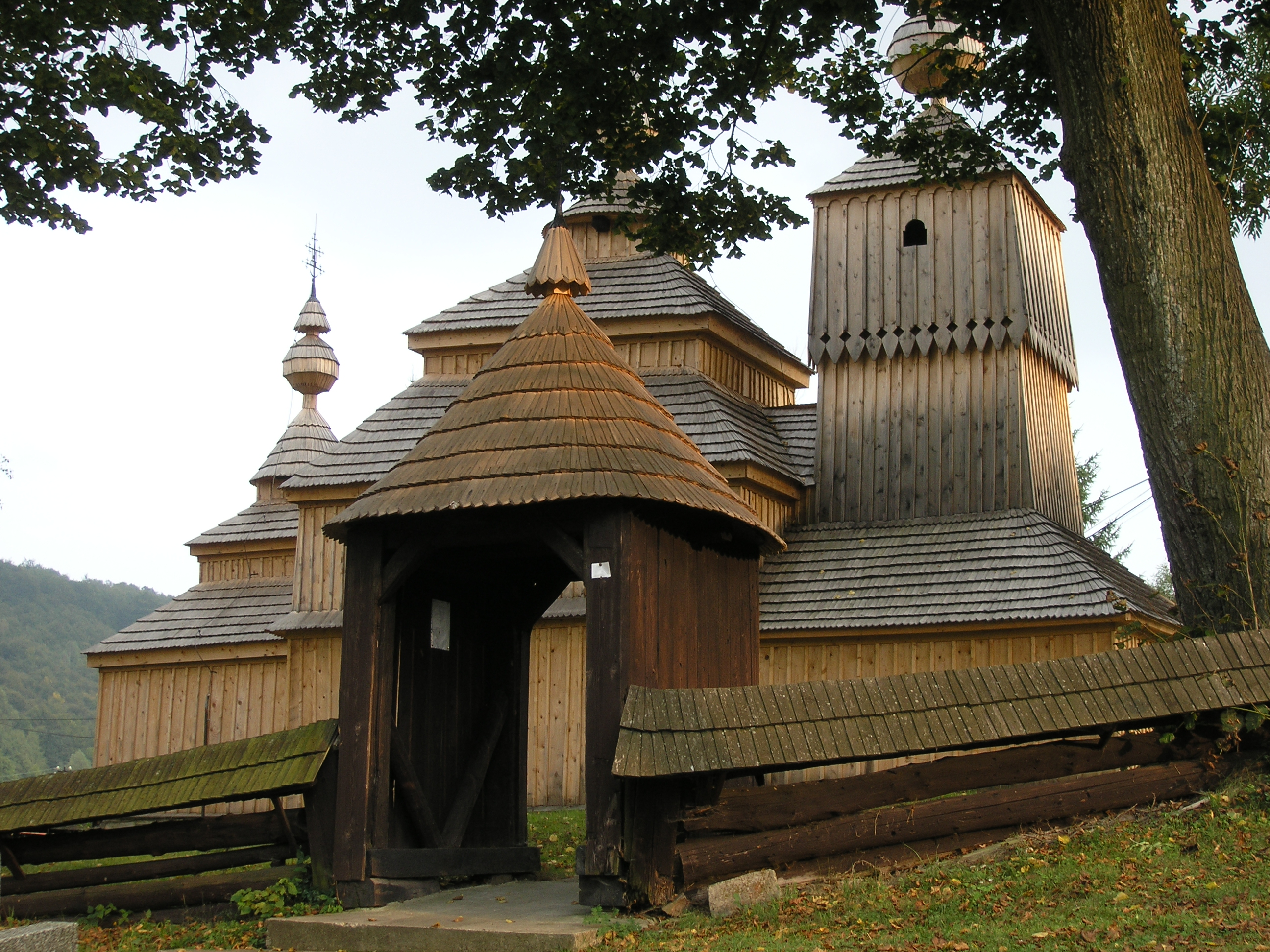
Église Saint-Nicolas de Bodružal
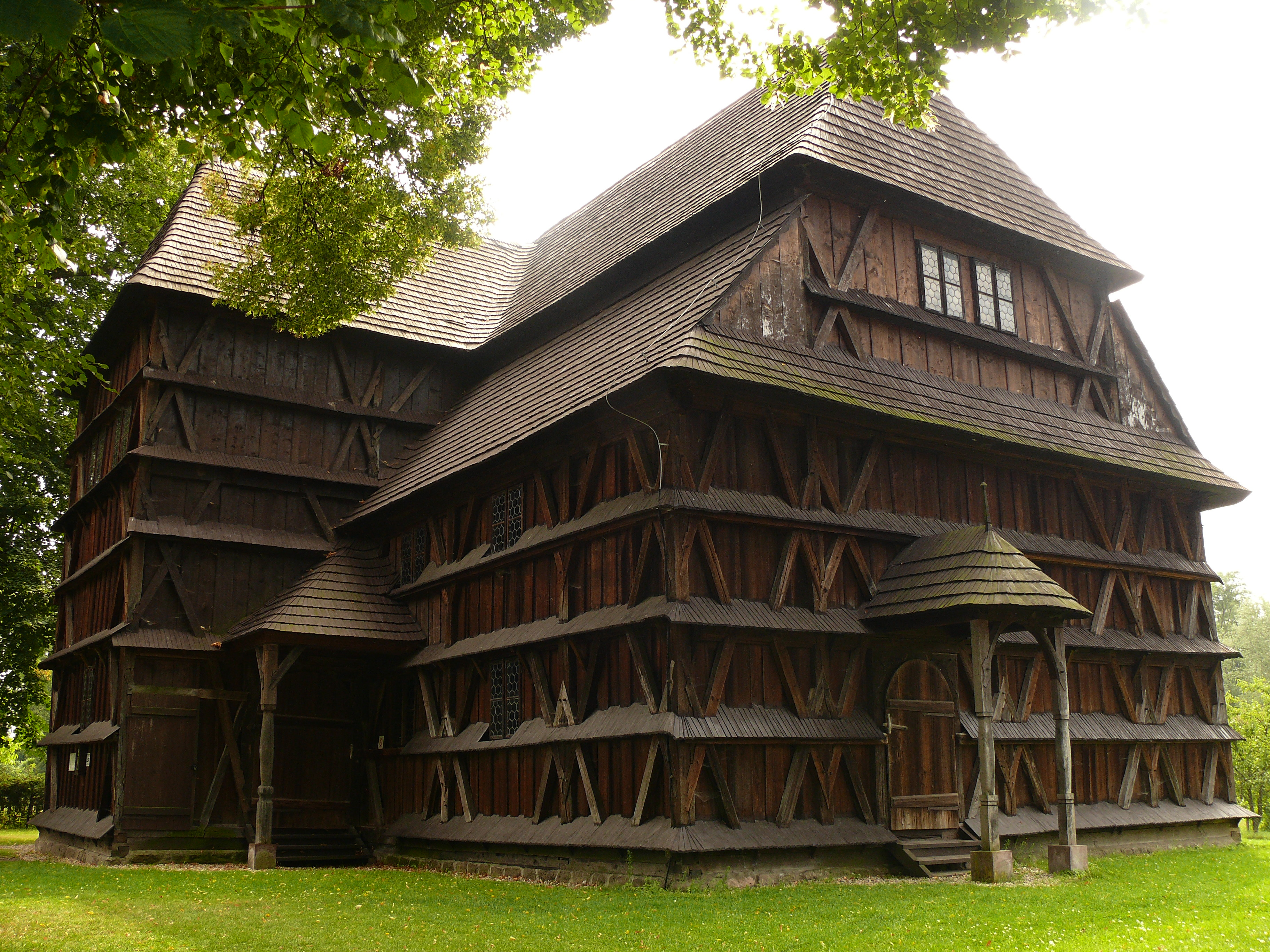
Église articulaire en bois de Hronsek
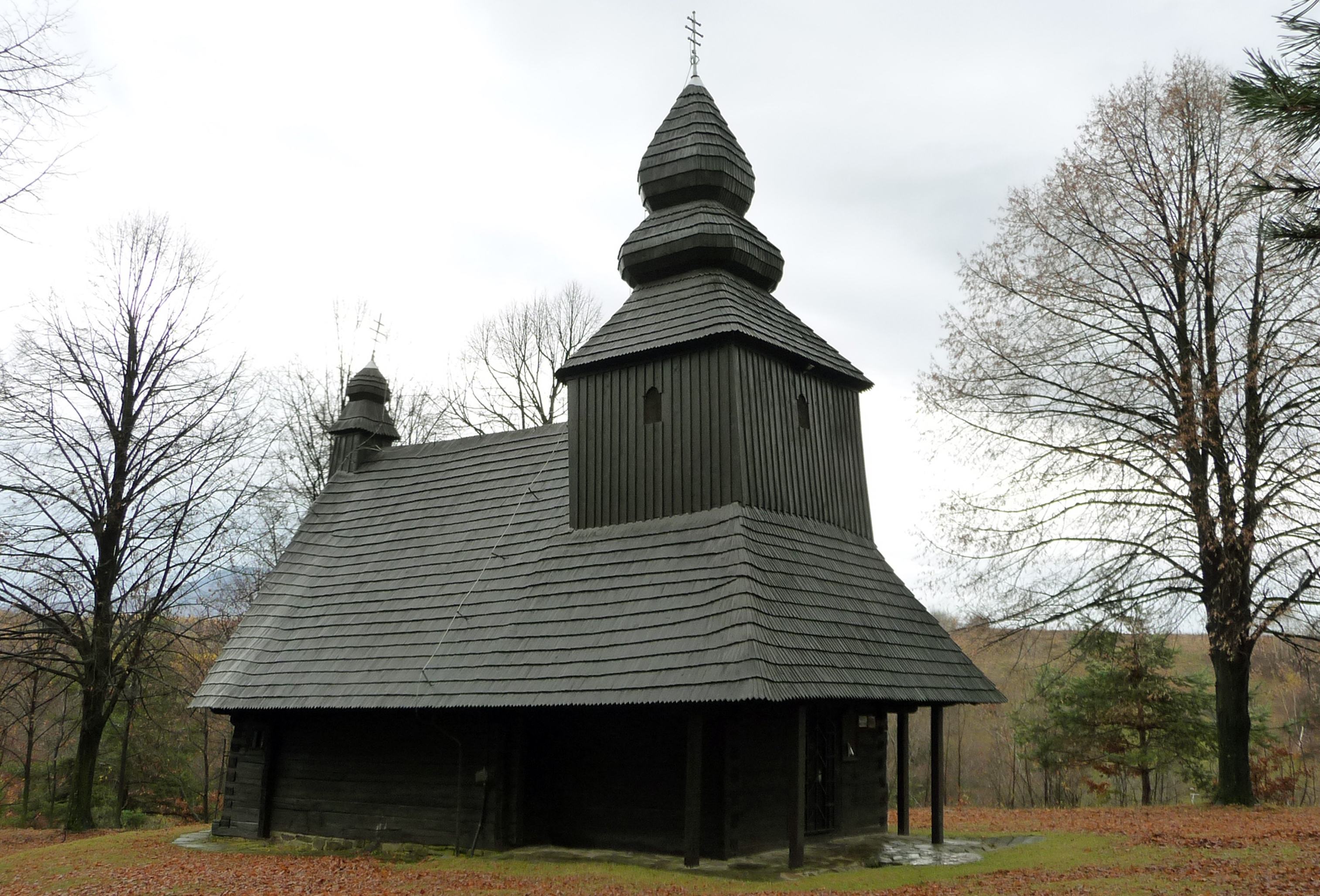
Église Saint-Nicolas de Ruská Bystrá
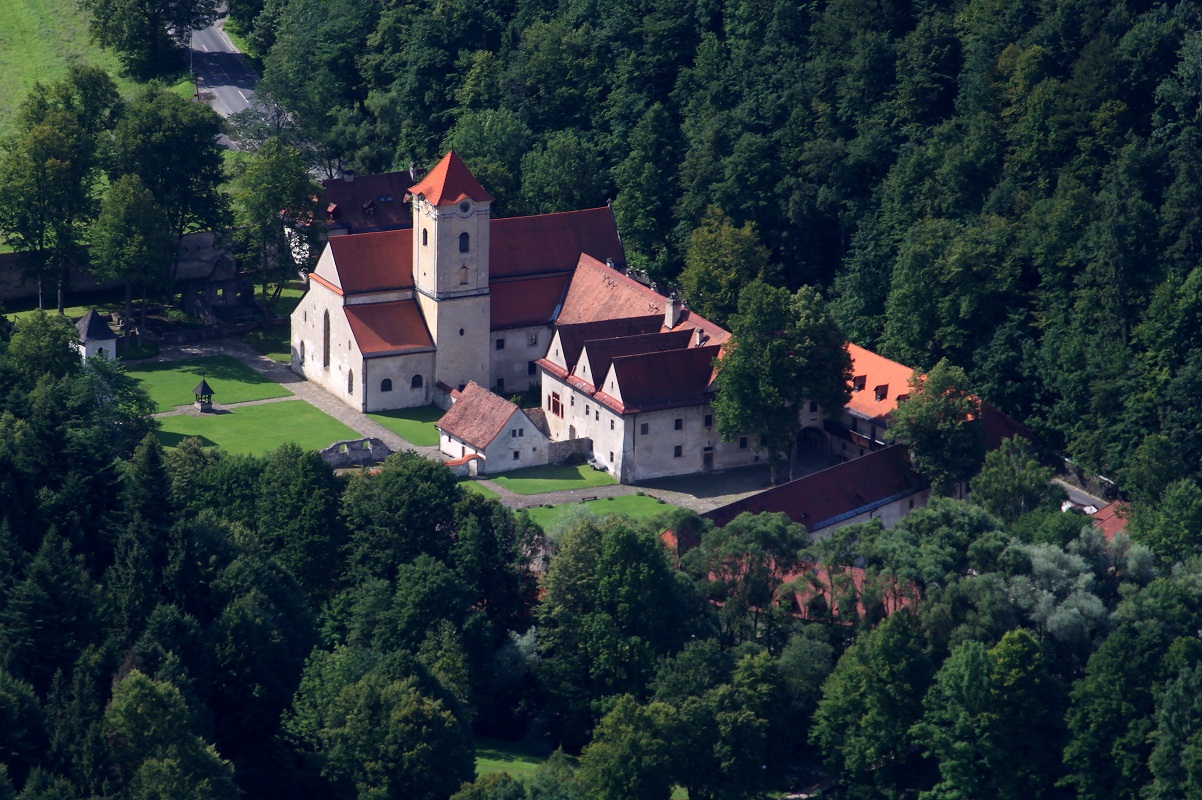
Chartreuse de Lechnica
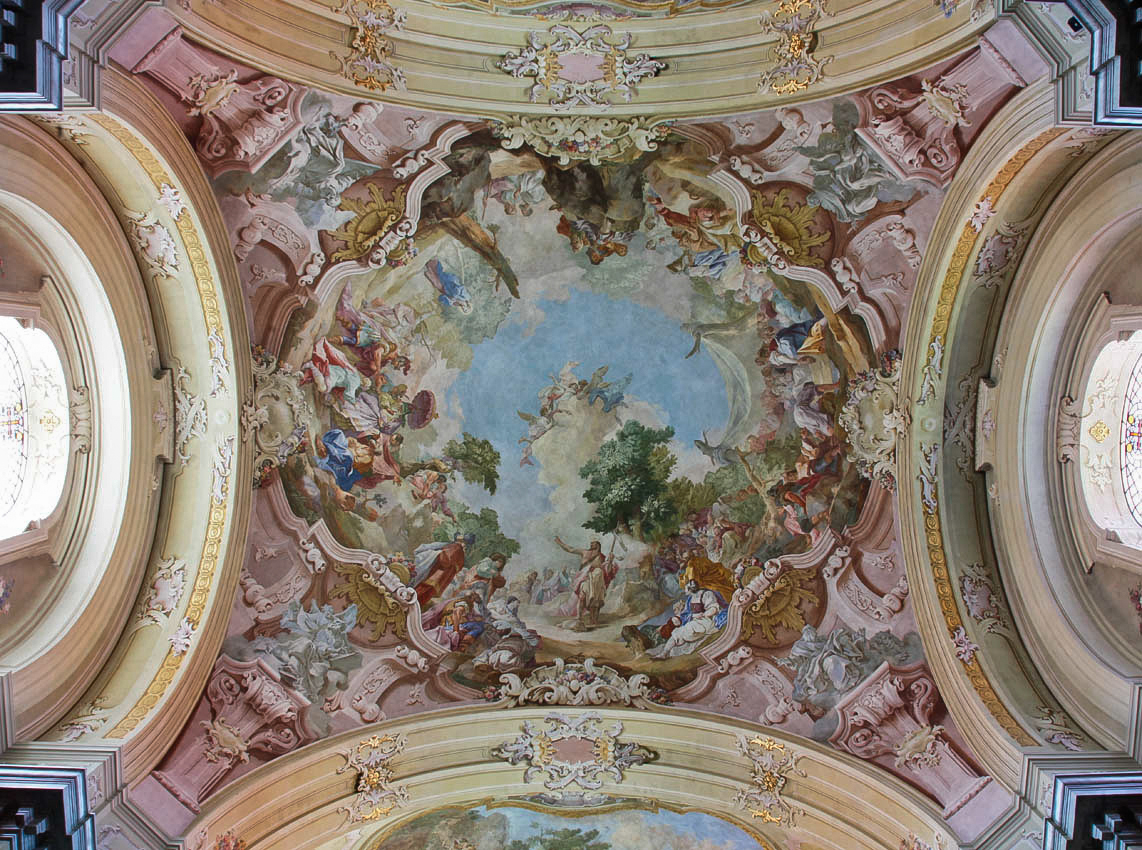
Monastère prémontré (cs) de Jasov
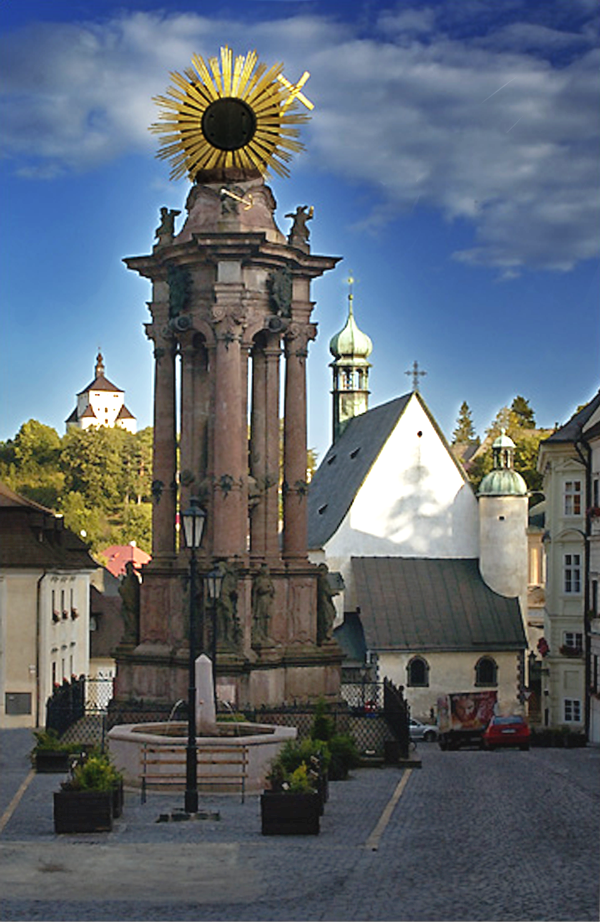
Banská Štiavnica, place de la Trinité
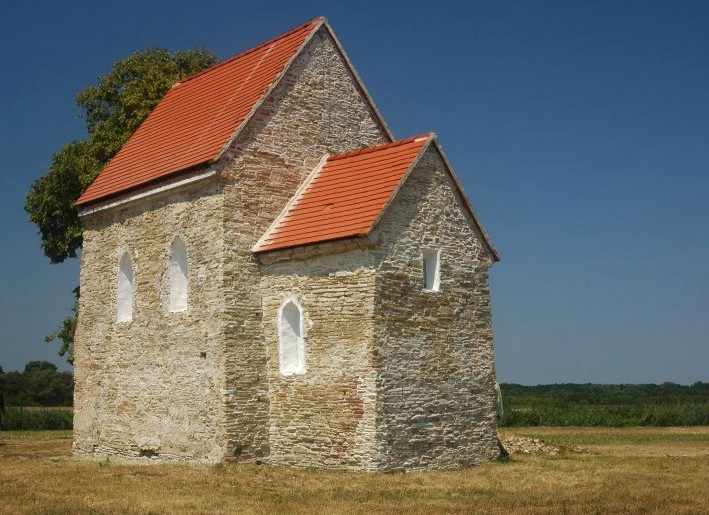
Sainte-Marguerite (Kopčani)
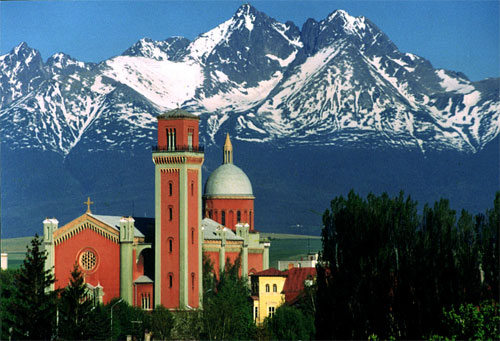
Kežmarok
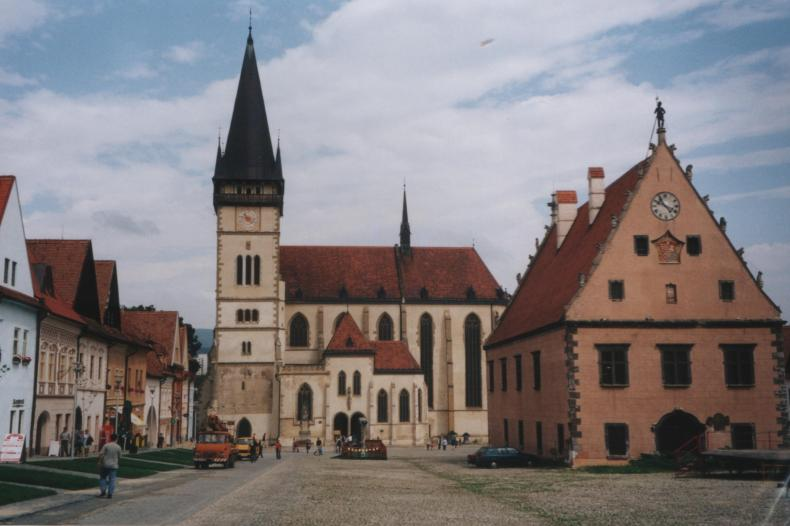
Bardejov
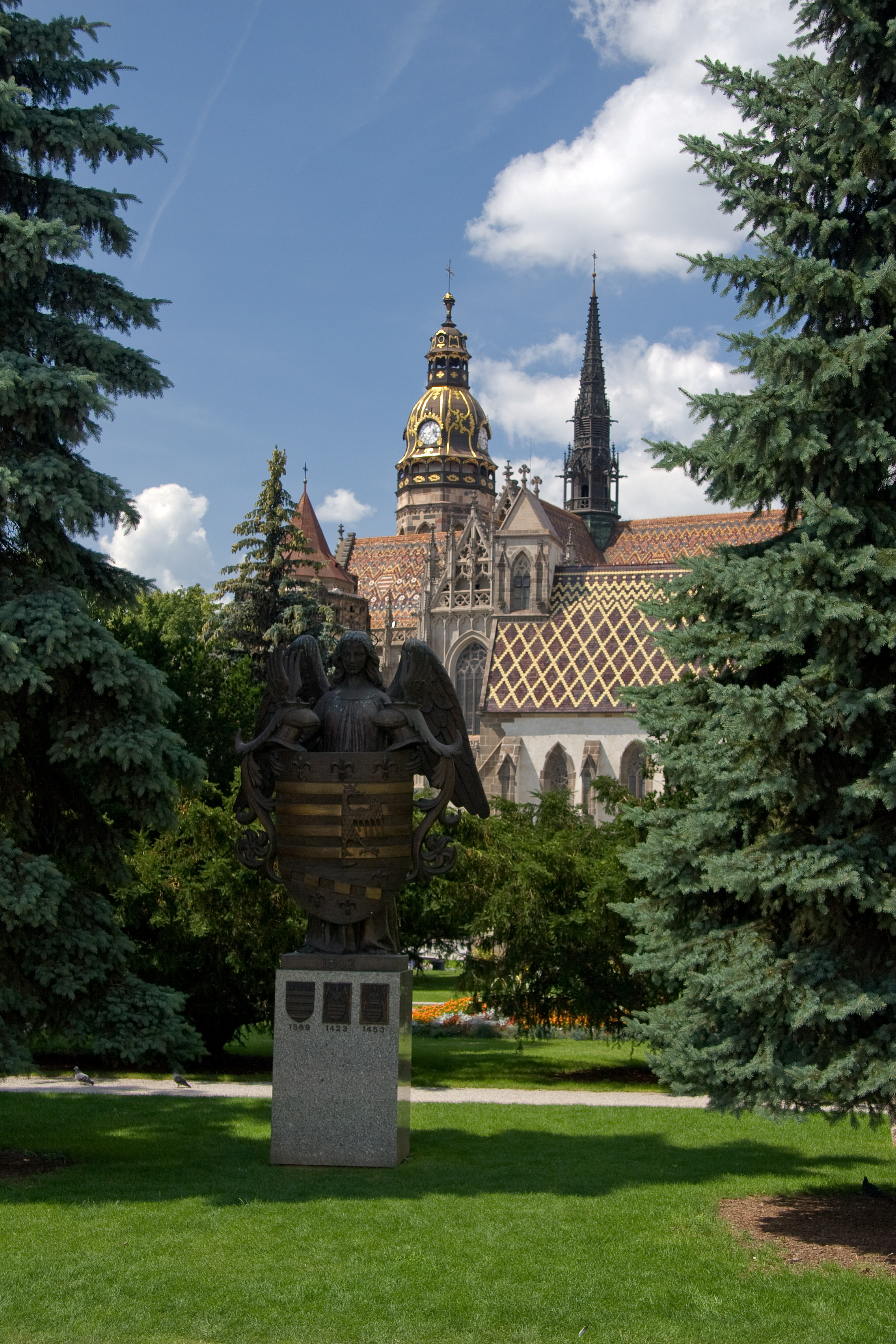
Košice

## Appartenances 2010
Religion en Slovaquie (2011)
- Catholique romain (62 %)
- Protestantisme (8,5 %)
- Gréco-catholique (3,8 %)
- Autre chrétien (1,2 %)
- Religions non-chrétienne (10,6 %)
- Athée et sans religion (13,4 %)
- Autres (1,1 %)

La majorité (68,9 %) des Slovaques appartiennent à l'Église catholique romaine selon les chiffres officiels, 15,9 % sont non-croyants ou non-chrétiens, 13,7 % sont athées, 6,9 % sont luthériens, 4,1 % sont gréco-catholiques, 2,2 % sont indéterminés, et 2 % appartiennent à l’église réformée. Les membres d'autres Églises, y compris ceux non inscrits, compte pour 1,1 % de la population. Les chrétiens orthodoxes se trouvent principalement chez les Ruthènes et les Ukrainiens au Nord-Est de la Slovaquie. L'Église catholique romaine divise le pays en 8 diocèses dont 3 archidiocèses. Généralement, environ un tiers des membres d'une église assistent régulièrement aux services religieux
Alors que le pays comptait une population juive estimée à 90 000 personnes avant la Seconde Guerre mondiale, la population juive actuellement est d’environ 2 300.
| Dénomination                                                 | Membres   | %      |
| ------------------------------------------------------------ | --------- | ------ |
| Église catholique en Slovaquie                               | 3 347 277 | 62,0 % |
|                                                              |           |        |
| Église évangélique de la confession d'Augsbourg en Slovaquie | 316 250   | 5,9 %  |
|                                                              |           |        |
| Église grecque-catholique slovaque                           | 206 871   | 3,8 %  |
|                                                              |           |        |
| Église chrétienne réformée de Slovaquie                      | 98 797    | 1,8 %  |
|                                                              |           |        |
| Église orthodoxe des Terres tchèques et de Slovaquie         | 49 133    | 0,9 %  |
|                                                              |           |        |
| Témoins de Jéhovah                                           | 17 222    | 0,3 %  |
|                                                              |           |        |
| Église Méthodiste                                            | 10 328    | 0,2 %  |
|                                                              |           |        |
| Non spécifié                                                 | 571 437   | 10,6 % |
|                                                              |           |        |
| Sans religion                                                | 725 362   | 13,4 % |
|                                                              |           |        |
| Source: recensement de 2011                                  |           |        |

## Appartenances 2020
Pour une population d'approximativement 5 500 000 Slovaques en 2020 :
- Christianisme (~ 75 %) :
  - Église catholique en Slovaquie (60..62 %), Catholicisme en Slovaquie (rubriques)
  - Église évangélique de la confession d'Augsbourg en Slovaquie (~6 %)
  - Église grecque-catholique slovaque (~4 %), Église grecque-catholique slovaque|(rubriques)
  - Église chrétienne réformée de Slovaquie (~2 %)
  - Église orthodoxe des Terres tchèques et de Slovaquie (<1%), Église orthodoxe des Terres tchèques et de Slovaquie (rubriques)
    - Liste des primats de l'Église orthodoxe des Terres tchèques et de Slovaquie
    - Christianisme orthodoxe en Slovaquie (rubriques), Églises orthodoxes en Slovaquie

  - Autres (<1%) :  Témoins de Jéhovah, Méthodisme, Église hussite tchécoslovaque, Église vieille-catholique...
- Autres religions (< 5 %) :
  - Judaïsme (2 000 ?), Histoire des Juifs en Slovaquie, Camp de concentration de Sereď, Synagogues en Slovaquie
    - Shoah en Slovaquie, Antisémitisme en Slovaquie (en)
    - Juifs de l'Oberland (en), Histoire des Juifs à Bratislava (en), Musée de la culture juive (1993

  - Islam en Slovaquie (en) (4 000 ?)
  - Hindouisme en Slovaquie (en)  (50 000 ?)
  - Foi Baha'i en Slovaquie (en)  (1 000 ?)
  - Bouddhisme en Slovaquie (en) (1 000)
  - Rodnovérie, néopaganisme slave (Congrès européen des religions ethniques)
- Liberté de religion en Slovaquie (en)
  - Athées (>10 %)
  - Sans réponse (>10 %)